# James Bruce (1769-1798)
Pour les articles homonymes, voir James Bruce et Bruce.
James Bruce né en 1769 et mort et 1798 est un membre du Parlement de Grande-Bretagne pour le Wiltshire en 1796-1797.

## Biographie
Frère cadet de Thomas Bruce (7e comte d'Elgin) (et oncle de James Bruce (8e comte d'Elgin)), il étudie à Westminster School puis à Christ Church (Oxford) avant d'aller au Lincoln's Inn.
En 1796, il prend la succession de son oncle, Thomas Bruce, comme membre du Parlement pour Marlborough (Wiltshire). Il démissionne de son siège l'année suivante, selon la procédure dite « taking the Chiltern Hundreds » : démissionner du législatif pour prendre un emploi dans l'exécutif. Il entre en effet au Foreign Office.
Le 10 juillet 1798 il se noie alors que son cheval est emporté par le courant alors qu'il traversait le Don.

## Source
- BRUCE, Hon. James (1769-98), of Broom Hall, nr. Dunfermline, Fife